# Garabato (Santa Fe)
Garabato es una comuna del Departamento Vera, Provincia de Santa Fe, Argentina. Dista 312 km al norte de la capital de la provincia Santa Fe (capital), sobre la Ruta Provincial 3.

## Población
Cuenta con 1,913 habitantes (Indec, 2022), lo que representa un leve aumento frente a los 1,882 habitantes (Indec, 2010) del censo anterior.
| Gráfica de evolución demográfica de Garabato entre 1991 y 2022 |
|                                                                |
| Fuente: Censos nacionales del INDEC                            |

## Historia
Según la oralidad histórica, sus primeros habitantes fueron braceros temporarios. La empresa inglesa era la Argentine Quebracho Company, construyendo una fábrica de tanino, con explotación intensiva del quebracho colorado, con destino a la fábrica. Las tierras estaban divididas en dos: una pertenecía a la firma Hartenek, que para entonces ya había establecido dos fábricas en Calchaquí y Santa Felicia, el otro al Banco Territorial. Luego lo compra la Argentine Quebracho Company
En 1948 la compañía pasa a capitales ingleses como parte de la compensación forzosa por los daños durante la guerra de 1914-1918. Así se crea la Forestal Argentina Ltda. La industria taninera hizo surgir esta población, que comenzó a instalarse dentro del espacio preparado para ello cercado con alambres tejidos y de púas, en prevención de ataque de fieras y de indígenas. Primeros habitantes: norteamericanos, italianos y alemanes (obreros y técnicos especializados).
En 1927 se termina la traza urbana y sección quintas, con plaza y campos de deporte, cementerio, iglesia católica, oficinas públicas, etc. Todo realizado sin ningún contacto con la Oficina de Catastro Provincial, órgano ficticio de control de policía. Se generaba una apariencia de progreso; en las festividades patrias, en los edificios de la Forestal Argentina Ltda., fábrica, hospitales, club social, se enarbolaba la bandera argentina a derecha y la bandera inglesa a izquierda. 
Su herencia fue una explotación irracional del bosque, y en una serie de poblados creados también con el mismo criterio, es decir, transitorios, sujetos a la fatalidad del agotamiento del quebracho, donde el interés privado de la compañía extranjera se antepuso al interés público del gobierno nacional y provincial. Una vez elegido el sitio para el pueblo, como allí no se trataba de colonizar ni de subdividir para vender lotes destinados a chacras o a la ganadería, La Forestal, sin intervención estatal, con sus propios ingenieros y técnicos, sin denunciar trazado, hizo relevamientos, trazó planos e inició la tarea de construir edificios, viviendas, fábricas, conservando el dominio sobre toda la tierra.

## ¡GARABATO TE QUIERO CONOCER MÁS!
En noviembre de 1892 llegó el ferrocarril y le puso el nombre de Garabato a la estación porque en la zona predominaban grandes extensiones de la especie de Garabato, que es un árbol alto y espinoso.
Como los campos que rodeaban la estación de Garabato pertenecían al sr. Francisco Anello, quien trabajó mucho para la comunidad creciera, a tal punto que en el año 1917 decidió donar los terrenos para formar un pueblo.
En el año 1936 por gestiones del señor Leonardo C. Rumbo, yerno de Francisco Anello, se aprueba el trazado del pueblo, que llamo “Villa Anello” en torno a la estación de Garabato.
Por lo tanto don Leonardo C. Rumbo, fue el fundador del pueblo ya que él consiguió la aprobación del trazado
El mismo costaba de 64 manzanas, casi todas  las cuadras de 100 mts.de lado, separadas por calles de 20mts de anchas.
Pero toda la gente lo conocía a este pueblo con el nombre que le puso el ferrocarril a la estación de garabato , desapareciendo totalmente “Villa Anello”.primitivamente Garabato perteneció al Dpto. General Obligado , geográficamente , y al Dpto. Vera para los transmites comerciales. Pero en 1950 el gobierno santafecino determino que Garabato pertenecerá únicamente al Dpto. Vera.
La comuna de Garabato fue una de las primeras que hubo en Norte del Dpto. Vera; se creó el 1º de julio de 1914.
Estos son algunos de los presidentes comunales que tuvo Garabato: Francisco Anello, Vicente Tejerina, Ricardo Picazzo, Fortunato, Jorge y Oscar Chemes, Herman Oehrli, Herman Oehrli (H) y Alfredo Oehrli, Miguel Zicavo, Jorge William, Zacarías Shpeir, Atilio Latorre, Celia Ruiz Díaz, Manuel Muñoz, Belkys Villalva de Muñoz, que es la actual presidenta.
En el historial del organismo judicial se rescatan los siguientes jueces: Mariano Márquez, Josu Luis Romero Ponce, Joaquín Cazorla y Celso Ramón Oehrli.

## ORIGEN DEL PUEBLO DE GARABATO.
a) Toponimia: la denominación Garabato, impuesta por el entonces ferrocarril Santa Fe  a la estación que dicha empresa estableció en el Kilómetro 58 del Ramal Gobernador Vera-La sabana se origina en circunstancias en que en la zona, pletórica de géneros arbóreos, predominaban, y aún perduran, grandes extensiones de la especia “garabato”, siendo árboles muy espinosos y sus púas dispuestas a guisa de uñas de gato, logrando alcanzar en muchos casos gran talla.
A si fue que el ferrocarril utilizó los topónimos más antiguos vinculados a la región donde fundaba sus estaciones.
b)Proyectos y tentativas: según la tradición oral , porque no se cuenta con documentación escrita, la creación de Garabato , se remonta a comienzos del siglo XIX, siendo la construcción del ramal Gobernador vera, Paralelo 28 , y la estación del ferrocarril el punto de partida que impulso el nucleamiento espontáneo de las escasas familias de criollos que tenían su morada en los montes de los alrededores, atraídos sin duda por el novedoso medio de trasporte y la provisión de agua potable que disponía la estación en sus grandes depósitos, entre ellos aljibes, ya que el agua del subsuelo fue desde siempre salobre.
Por tanto, puede establecerse  como punto de origen de la localidad de Garabato, la fecha oficial de la inauguración del ferrocarril y su correspondiente estación, acaecida el 1º de noviembre de 1892.
De ahí en más, la riqueza maderera de la región no escapó a la inquisidora mirada de empresarios y aventureros que vieron en estos montes feraces la riqueza y la abundancia.
Numerosas familias se radicaron con intención de explotar la fertilidad de aquellos montes y prestar mano de obra en esos menesteres, habría una nueva perspectiva económica que podría de venir en el florecimiento del norte santafecino.
C) Acto fundacional: los campos y terrenos circundantes a la Estación de Garabato, pertenecían a los Sres. Juana Ronga y Francisco Anello; éste con mayores intereses económicos se preocupó por  incrementar la principiante comunidad. Así fue planeando poco a poco una población que le permitió avizorar la perspectiva de organizar legalmente, siendo el Sr. Francisco Anello figura prominente del Garabato de ayer e hizo mensurar el pueblo.
Después de varios años, Leonardo Rumbo, yerno de Anello, solicitó con éxito, al gobierno provincial la traza del pueblo Estación Garabato.
En el año 1936, Garabato tenía escuela, comuna, policía y juzgado de paz.
Santa Fe, Septiembre 3 de 1936-Vistas las gestiones del señor Leonardo C. Rumbo, solicitando la aprobación del trazado del pueblo “Villa Anello “en Estación Garabato, Dpto. Vera, y CONSIDERANDO: que se han llenado a tal efecto las exigencias de las leyes y reglamentaciones sobre las materias: que se ofrecen en donación a la Provincia las fracciones destinadas a calles públicas y una manzana para plaza pública. por estas consideraciones y atentos a los informes técnicos producidos, SE RESUELVE :1º) aprobar previa escritura de las fracciones destinadas a calles públicas , sin cargo ni responsabilidad alguna para el superior Gobierno de la Provincia , el trazado del pueblo “VILLA ANELLO” en Estación de Garabato en el Dpto. Vera, de acuerdo al plano obrante a foja 18 de estas actuaciones . 2º) Aceptar sin cargo, la donación de 127.372,56 m² que hace en Sr. Leonardo C. Rumbo a favor del superior Gobierno de la Provincia, para calles públicas y la manzana número 22 para plaza pública de acuerdo a la constancia del plano mencionado.3º) inscríbase, hágase saber y pase a la escribanía del Gobierno para que se extienda la respectiva escritura de donación y, cumplido, remítase al Ministerio de Hacienda a sus fines.-BRUCHANN-RICARDO FOSTER”.
Por todo lo analizado queda bien claro que Don Leonardo C. Rumbo fue el fundador del pueblo como tal, ya que es el quien solicita la traza, consiguiendo su aprobación.
d) Trazado del pueblo: la diagramación urbanística conforman 64  manzanas cuadradas de 100 M de lado; las calles prolijamente delineadas tienen 20 M de anchura. No obstante, la línea geométrica sufre una ligera variación que se van ampliando progresivamente de norte a sur, dando al plano de la localidad el aspecto de un ligero trapecio.
e) origen del nombre: en cuanto al origen del nombre, podemos decir que en un postres homenaje a su suegro, Leonardo C. Rumbo solicita el nombre de “VILLA ANELLO” la flamante traza urbana, siendo que fue el pionero y el principal gestor de la radicación de personas y  consolidación del novel poblado y el gobierno reconoce y acepta la propuesta de Leonardo C. Rumbo. Aunque nunca el nombre de “Villa Anello “tuvo uso corriente.
f) organización comunal: La Comuna garabatense estuvo entre las primeras que se crearon en el norte del Dpto. Vera y también dio a Origen a nuevos distritos.
“Santa Fe, julio 1º de 1914.- De acuerdo al resultado del Expte. 35.911 y en una de las atribuciones conferidas al Poder Ejecutivo por el artículo 34 de la Ley 1780 el Gobernador de la Provincia DECRETA : Créanse Comisión de Fomento en Villa Ana, Los Amores, Golondrina y Garabato, señalándose como jurisdicción para esta última , al NORTE: campo de Manuel Gálvez; al SUR: límite norte de la colonia Piazza y límite norte de la colonia Víctor Manuel, al ESTE : Arroyo el Rey y Arrollo Malabrigo;al OESTE :Limite con Vera, o sea limite este de la “Compañía de Tierras “y el Arrollo Caraguatay.- Menchaca”.
Casi simultáneamente, se designó en carácter provisorio al señor Francisco Anello y en cargos de vocales a los señores Adolfo G.  Beltrán y Manuel Pintado.

## PRESIDENTES DE COMUNA DE LA LOCALIDAD DE GARABATO, DPTO VERA, Y SUS CORRESPONDIENTES PERIODOS DE GESTION.
*FRANCISCO ANELLO_                1.914=1.921.                    
*VICENTE TEJERINA_                  1.922=1.923.  
*RICHIERI PICAZZO_                   1.924=1.925.
*FORTUNATO CHEMES_              1.926=1.929.
*HERMAN OEHRLI_                    1.930=1.931.
*JORGE CHEMES_                        1.932=1.933.
*MIGUEL ZICAVO-                      1.934=1.935.
*FORTUNATO CHEMES_              1.936=1.937.
*MIGUEL ZICAVO-                      1.938=1.954.
*JORGE WILLIAMS_                     1.955=1.956.
*ZACARIAS SCHPEIR_                  1.956=1.957.
*OSCAR CHEMES_                        1.957=1.958.
*ATILIO R. LATORRE_                  1.958=1.960.
*JORGE WILLIAMS-                     1.960=1971.
*HERMAN OHERLI (H.)_               1.971=1.973.
*ALFFREDO OEHRLI_                   1.973=1976.
*ATILIO R. LATORRE-                  1.976=1.984.
*CELIA RUIZ DIAZ_                     1.985=1987.  
*MANUEL LUIS MUÑOZ_             1987=2016.
*BELKYS VILLALBA DE MUÑOZ  2016=2023
*LUIS ALBERTO MUÑOZ           2023= sigue...
En lo que atañe a la actividad comunal a través de tantos años de quehacer comunitario enumero los principales acontecimientos, que con fiel reflejo de la evolución del pueblo configuran parte sustancial de su historia.
“1915-El 1º de Marzo asume la primera comisión electa: Francisco Anello (presidente); Martin Diribarne (secretario); Eduardo Arquint (tesorero) y Adolfo Beltrán, Alejandro Ruiz Díaz, Ricardo Migueles e Iván Romagnoli (Vocales).-
Una epidemia de fiebre palúdica (chucho) Azota a la población, debiendo a la comuna alquilar un local a la Flia. Arquint y adquirir catres pala la atención de los enfermos, algunos de los cuales debieron ser derivados a Santa Fe.
1931- se adquiere en pesos 300 a Leonardo C. Rumbo un terreno para sede Comunal, a la vez que se compra un tractor a uña, una Champions y un arado para arreglos de calles (Hermann Oehrli).
1934- aparecen las primeras veredas de ladrillos en las manzanas Nº 8 y 9.
1938- se instala un parque infantil en lote F de la Manzana 9, con hamacas, subibajas y otros juegos.
1939-se compran 4 faroles a Kerosene”Petromac” de 1000 bugías para iluminar esquinas céntricas.
1941- se inaugura el matadero comunal.
1942-incorporase un tractor”deering”.
1946- Eliseo Albre construye el mástil y rotonda en la plaza.
1950-erección del busto y nominación del” parque Libertador General San Martin “a la plaza pública.
1951-una pista de aterrizaje para operación con avión ambulancia es habilitada en el campo de Pablo Schpeir.
1964-dotase de agua potable a la comunidad, con la construcción de represas y un tanque de almacenamiento de 25.000 litros. De capacidad y 15 canillas públicas.
1977- da comienzo la construcción del primer complejo Polideportivo y Cultural del Dpto. Vera, cuya inauguración se completa a fines del siglo 1979, se compra una pala Hidráulica.
1978-comienza la construcción del” Plan de  Vivienda de Ayuda Mutua y Esfuerzo propio”, compuesto por 10 unidades habitacionales, que se habilita a fines de 1979.
1979-el campo de fútbol es dotado de luz artificial. La tarea estuvo a cargo de Gerardo Astudillo y de Carlos Roberto Pozzi.
1981-se crea la Comuna de La Sarita con lo cual se prima a Garabato de las zonas más productivos que había en su distrito,  ya que se trata de una vasta extensión de colonia donde prosperan cereales y oleaginosas con excelentes resultados
1982-500 metros de vereda se construyen en las Manzanas Nº 23 y 24.
2010- se asfaltan 8 cuadras de la zona céntrica.
2012-Galeria de nichos, cementerio.
2013-Portal “Garabato”, en la entrada de Garabato.
2013-Avenida”Francisco Anello”.
2014-se celebró el centenario de la fundación del pueblo de Garabato.
2015-Cordón cuneta y ripiado, calle 25 de mayo.
2015-Playon deportivo comunal.
2015-400 mts. De veredas urbanas.
2016-Nuevo plan de viviendas.
2017-Escuela de danzas folklóricas “Renacer”.
2018-Acueducto, Villa Ana II.
2018-Recolección domiciliaria de basura.
2018-Ampliación plaza “Rincón de los Recuerdos”.
2018-Reapertura de la cancha de carreras cuadreras.
2018-Reforestación urbana.
2018-Salón de reuniones “Don Manuel”.

## PRIMEROS HABITANTES
Garabato se encuentra ubicado en el Dpto. Vera Provincia de Santa Fe, a 58 km de la ciudad de Vera y a 309 de la ciudad de Santa Fe, capital de la Provincia del mismo nombre.
En este espacio geográfico fue erigido aquel primitivo poblado, con personas de diferente preferencia, ya sea de las provincias limítrofes o extranjeras, arribando una gran ola de inmigrantes a este poblado. Llegaron de manera espontánea a trabajar en los obrajes (hacheros, carrero, postero, boyero, etc.), en los aserraderos o en las obras del ferrocarril.
El asentamiento fue rápido, levantando ranchos construidos por cazadores u obrajeros, en su mayoría correntinos. Pero no tardaron en llegar “judíos”, “turco”, que como vendedores ambulantes se metían en los obrajes ofreciendo sus mercancías.
Gran parte de la población eran hacheros, en su mayoría hombres solos que Vivían en condiciones paupérrimas. El alcohol, el juego y la prostitución hacen una válvula de escape de las duras condiciones de vida.
La expansión del ferrocarril acelero el crecimiento del “Paraje” la actividad Forestal era el centro de su actividad económica. 
Los primeros habitantes protagonistas del  origen de las familias Garabatenses fueron:
Liberato Chamorro                               origen correntino.
Juan Escobar                                          “           “
Anselmo Oviedo                                   “           “
Jorge González                                      “           “
Restituto  Sánchez                                “          “  
Bernardo López                                     “      Paraguayo.
Teocleo López                                        “           “
Jorge Santich                                         “          “
Aristobulo Varela                                  “        Chaqueño.
Braulio Alvares                                       “          “
Pablo Schpeir                                         “         Turco.
Pedro Schpeir                                        “           “
Jorge Maluf                                            “           “
Fortunato Chemes                                “           “   
Jorge Chemez                                         “           “  
Miguel Zicavo                                         “          Español
Eduardo Arquint                                    “           “
Antonio Elias                                           “            Turco
Mauro Rabinovich                                  “           Judío
Jacobo Lerman                                        “             “
Hermann Oehrli                                      “             “
Juan Marcobozky                                     “            Polaco
Pablo Worobesky                                    “               “
Esteban Pona                                           “               “
Gabriel Yoskon                                         “               “
Casimiro Pakani                                        “               “
Federico Williams                                     “              “
Esteban Cena                                            “              “
Adolfo Tapponier                                      “         Ingles
Alfredo Storti                                             “           Correntino

## EMPLEO Y OCUPACIONES DE LOS PRIMEROS HABITANTES.
JUZGADO DE PAZ Y REGISTRO CIVIL.
Jefe: Mariano Márquez 
CORREO Y TELEGRAFO.
Encargado estafeta: Luis Mataloni. 
AGRICULTORES PROPIETARIOS.
Santiago Benhar.
Andrés Leis.
Samuel Leis.
Santa Viuda de Nievas.
Abelino Sosa.
Cristian Whilken. 
ALMACENES POR MENOR.
Antonio Elias.
Pedro Schpeir.
Jorge Maluf.
María Maud de Schpeir. 
DESPACHOS DE BEBIDAS.
Chemez y compañía.
Antonio Elias.
Pedro Schpeir. 
RAMOS GENERALES Y FERRETERIA.
Chemez y compañía. 
PANADERIA.
Oehrli Hermann. 
DENTISTA.
Dr. Norberto Jenny. 
ESTANCIEROS Y HACENDADOS.
Boltshanser y compañía.
Bourquint Ernesto.
Centis Hrnos.
Tapponier Hrnos.
Yaper Bernardo. 
TIENDAS Y MERCERIAS.
Chemez y Compañía.
Maluf Jorge.
Maud María de Schpeir. 

## ESCUELA Nº 447 "MARÍA ELENA DE SAN MARTÍN".
se trata, sin dudas de la institución  “decana” a nivel local .su creación se remonta al 12 de septiembre de 1896, denominándosela en primera instancia “Escuela mixta” , ya que a la misma concurrían alumnos de ambos sexos .
Su creación surge como una lógica necesidad de impartir conocimientos básicos a los integrantes de las primeras casas construidas en el pueblo.
La búsqueda de un maestro y del local adecuado no fue sencillo. La zona de garabato y sus condiciones de vida en aquel tiempo eran lo suficientemente adversas y esa fue la razón por la que el pueblo debió esperar casi 4 años para contar con un establecimiento educativo.
Con todo, las clases comenzaron a dictarse en un local de tablas cercano a la estación ferroviaria, designándose a don Ricardo Martínez como director-organizador de esta unidad educacional.
Han llegado hasta nosotros, a través de la tradición oral, los esfuerzos que debió realizar tal docente a fin de convencer a los padres de enviar a educarse a sus hijos. Eran épocas difíciles y la prioridad era el trabajo. Para ese entonces la educación era considera poco menos que un “lujo” al que solo podía acceder la gente adinerada.
A pesar de la resistencia inicial, el establecimiento inicio sus actividades es educativas en el local antes señalado, ubicado unos 100 metros. Al este de la estación del ferrocarril. Al cabo de unos años, debió prescindirse de tales instalaciones, habida cuenta del deterioro  acaecido por la acción del tiempo.
Reanudo sus funciones en un local alquilado por la comuna a don Teodoro Gutiérrez, y posteriormente se trasladó a la casona de la familia Arquint.
En 1928,  el consejo de esta  educación inicia la construcción del local que serviría para el funcionamiento de la escuela primaria común diurna N°447, en el lote “E” de la manzana 11. Dicho terreno posee una superficie de 2500 m² y es el que conserva hasta la actualidad.
El local en cuestión era una construcción de tipo chalet, de madera amachimbrada y revestido con chapa de cinc, elevado a una altura de aproximadamente 60 cm, a fin de prevenir de inundaciones y de la presencia de alimañas. Contaba de 2 salones y vivienda para el director del establecimiento. El nombre de “María Elena de San Martin”  fue impuesto en una fecha no establecida fehacientemente, y su significación corresponde, si dudas, al hecho de ser esta la hermana menor del libertador.
Para el año 1934, la escuela contaba con aproximadamente 60 alumnos. Las clases se impartían en 2 turnos y de 1° a 4° grado. El director era, por aquellos tiempos don Cesar Enría. Existían también los consejos escolares, integrados por las autoridades del pueblo.
El 5 de agosto de 1967, un incendió cuyo origen no fue posible establecer, destruyo completamente el edificio escolar. Testimonios de aquella época dan cuenta de los esfuerzos realizados por los vecinos en un desesperado intento de sofocar las llamas. Pero las dimensiones del siniestro, unido por la escasez  de agua pronto configuraron la tragedia: la escuela estaba perdida.
La directora de entonces, señora María Morales de Leiva, fue relevada de su cargo nombrándose  en su remplazo a la señora Ana C. de Ferrero.
Como consecuencia del siniestro, las clases debieron dictarse a lo largo de un año en diversos locales, a saber: Club Independiente, Hospital, Comuna y en la casa de la familia Chemes. En 1969, se construyen en el predio escolar 3 salones prefabricados donde el dictado de clases se normalizó.
El 2 de septiembre de 1978, merced a un agresivo plan de erradicación de escuelas –ranchos encarado por el gobierno provincial del vicealmirante Jorge Aníbal Desimana, se construyen e inauguran varios establecimientos educativos en el distrito de garabato, entre ellos el moderno establecimiento que ocupa actualmente la escuela. El local contaba con cinco aulas, una dirección, comedor escolar y cocina, dos sanitarios  y vivienda para el director; en el año 1981, se crea el C.E.R (Centro Educativo Radial) Nº 308 en el paraje los 3 pozos , desempeñándose como maestro de Grado el señor Lucio Isidro Ciprés.
El 15 de febrero de 1982 se creó el cargo de vicedirectora, que fue ocupado en principio, por la Nydia O. de Viganotti, luego por las Lidia e. de Oehrli y Ramona María Z. de Oehrli.
En 1983 se creó el cargo de bibliotecario, desempeñándose desde entonces, hasta la actualidad el señor Edgardo Daniel Vittel.
También en 1983, se crea el cargo Maestra de Enseñanza Diferenciada, dependiente de la Escuela Especial Nº 2035, de Vera, luego clausurado el 26 del 2 del 93 por declararse sobrante.
En el año 1985 se inicia el C.E.R  Nº 361, de las Chuñas  clausurado luego, por escasa matricula en 29 de febrero de 1996.
El 10 de marzo de 1986 comenzó a funcionar en unas de las aulas de nuestra escuela un Centro Educativo de Nivel Primario para Adultos que llevo el Nº 6588. La señora Alicia Susana Vásquez se desempeñó como Maestra de grado interina, hasta el 1.º de abril de 1991.   
La empresa constructora fue la de:”Mussin S.A.”, de la ciudad de Villa Ocampo.
En el año 1986, el festejo del “90º  Aniversario” de la  escuela Nº 447 fue motivo de una hermosa fiesta en la escuela y una cena del reencuentro en el salón de fiesta del Complejo Polideportivo Comuna.
Asistieron al mismo la supervisora seccional  la  ex  directora Rosa schpeir de Giurda , presidente de comuna , señora Celia Ruiz Díaz , el jefe de la subcomisaria IV de Garabato, el juez de paz de Garabato el señor Celso Oehrli, directores de escuelas vecinas , ex – alumnos , padres y vecinos .
En el año 1996 , se festejó el centenario de la misma escuela , asistieron , entre otros , la supervisora de la región II de educación Celia Maglioni el presidente de comuna de Garabato , Manuel Muñoz , el juez de Garabato Celso Oehrli , el cura párroco de Intiyaco Pbro. Juan Carlos Maestrello.
En el año 1996, se crea la escuela de educación Secundaria Orientada Nº 563 y comenzó en nuestra Escuela Nº 447, el primer año del polimodal (funcionaba como anexo de la E.D.E.M, de Vera) y recibe el nombre de Anexo 1259 de Garabato  siendo en ese momento la directora la señora Nydia de Viganotti.
En mayo de 1998 esta escuela secundaria se independiza con el Nº 563.
El 25 de mayo de 2010 se festejó el  Bicentenario de la patria, con un programa extenso, interesante y jubiloso.
El 12 de septiembre de 2018 se festeja el 122 aniversario de la Escuela Nº 447, con un interesante programa que reunió a ex – docentes, ex – alumnos, padres y vecinos de esta comunidad.

## ESCUELA DE EDUCACION SECUNDARIA ORIENTADA Nº 563.
La escuela Nº 447 el primer año del Polimodal (funcionaba como anexo de la escuela EDEM Nº 259, de vera), y recibe en el nombre de anexo 1259 Garabato.
en el año 2008 se independiza: se crea el cargo de director y preceptor, y la escuela recibe el Nº563 siendo su nombre completo: " Escuela de Educación Secundaria Orientada Nº 563".
Actualmente este establecimiento cuenta con servicio de internet, cinco computadoras, un equipo retro proyector, televisor, etc. y en el año 2012 recibió el plan " conectar igualdad" para todos los alumnos.

## HOSPITAL RURAL Nº2
Esta institución fue creada el 7 de febrero de 1945 y su función es pura y exclusivamente de atención a la salud.
Las primeras prestaciones médicas en forma estable las ejerció el Dr. Martin stoppel, un galeno teutón radicado en Malabrigo, quien junto al dentista Dr. Norberto Jenny, atendencia en un dispensario de lunes a viernes, funcionando el mismo en un local cedido por la familia Chemes, ya antes de 1.930. Años después vendría la edificación del hospital, dando un paso importantísimo en la atención de la salud pública de esta creciente comunidad del norte santafesino.
Diversos profesionales del arte de curar pasaron por el hospital nº 2 entre los que mencionaremos a los médicos: Raúl Viola, Schneider, Ampuero Matta, Cassone, Alfredo Ruveda, Colassesano, Constantino Ferrero, Raúl Rapacioli, Jorge Codoni, Gloria Gómez, Salvador Minitti, Elsa Maudagna, Jacinto Núñez, Silvia Arce.
El primer enfermero fue el señor Liberato Rolon luego, Istmeña Verón, Adalid Sechi, Amanda, Negra, Burgez, Aida Fernández De Giuliani, Mabel Olivares De González, María Inés Albarenque de Maidana , Gladys Torres y  Juana Fría De Vergara.
El personal de servicio lo conformaban, desde sus comienzos Pule Fleita de Olivares y Dora Albarenque de Fleita, (cocineras), Etelvina Borda de Ruiz Díaz (mucama), Agustín, Pirí Andino, (peón de patio), Eva Andino (asistente social).
Durante los primeros años de funcionamiento de este nosocomio tenía capacidad para 8 internados.
Actualmente el director del hospital es el Dr. Alberto De Martin. Otros doctores que completan el plantel médico profesional son: la Dr. Silvia Arce y la Dr. Carolina: Lapisonde (dentista).
Enfermeras: Gladys Williams, Eda Suárez, Elena Ortiz, Antonella Fernández, Marina Giménez, Marisol Fleita, María Itati Leiva y Rosana Riso patrón.
Personal administrativo: Viviana F. De Muños y Hernán Muños.
Presidente del S.A.M.Co: Oscar De Martin.
Camillero: Silvio González.
Chofer de ambulancia: Marcelo Muñoz.
Control de vacunación: Leticia Barú y Alicia Ávila.
Actualmente este hospital cuenta con un servicio de internación para 15 personas 1 sala para niños, farmacia, consultorio odontológico sala exclusiva para vacunación y una flamante ambulancia de alta tecnología.
Los  pobladores de este pueblo y de los parajes vecinos, que también concurren al mismo , evalúan su servicio como muy bueno tanto en la atención que brindan en lo medicinal como en lo humanitario. 

## Seguridad: subcomisaria IV de Garabato
Aunque no se ha podido hallar documentación escrita acerca de los comienzos del organismo policial en Garabato, se sabe que para fines del siglo XX, los Amores y Toba tenían radicados a comisarios que actuaban ad honorem. De ello se deduce, por ser localidades, en un principio común y simultáneo, que también el pueblo Garabatense debió contar con policías por aquella época, cuando se aproximaba el año 1900.
Dialogando con ancianos memoriosos, los mismos  pudieron aportar los apelativos de varios comisarios que pasaron por esta comisaria, destacando el nombre de don Ramón Acosta, de quien se dice que salía todas las noches a recorrer las oscuras calles del pueblo sin más compañía que el arma reglamentaria y su robusto bastón de guayacán, en previsión de algún incidente que pudiera alterar la paz pueblerina.
También dichos relatores enumeraron las siguientes nóminas de empleados de policía: Juan Zayas,Cayin Jara,Pablo Beltran,A. Baru,Estroslabios Marotte , Emilio Sandoval, Casimiro Deicca, Aristobulos Varela,Fausto Herrera,Jaime Pla,Juan Carlos Melgarejo,Aballanes,Eduardo Pimentel ,Terencio Aquino, Salvatierra A. Arce, Raúl Oscar Salvioli, Valentin Maidana(padre e hijo),Maximo Casafu , Francisco Maglier, Luciano Caceres,Bienvenido Alfonso, Enrique Iriarte,Abel Andino, Gaspar González y otros.
Actualmente se desempeñan en este organismo los siguientes agentes policiales: Jorge Merlo, Yanina Smith, Leonardo Moreira, Matías Matos, Romina Ortiz, y como jefe de la subcomisaría IV el oficial Marcelo Iriarte.
Este organismo funcionó muchos años sin sedes propias. Se sabe que hasta 1980, aproximadamente funcionaba en una casa de madera prestada por el señor Jorge Chemes. Tenía poco personal semianalfabetos y se movilizaban a caballos.
Recién en 1981 se organizó una comisión “pro-edificio policial “que encaró la construcción del local propio en el lote “G” de la manzana número 8 de la calle San Martin donde hoy funciona.
Esta construcción se realizó  mediante el apoyo oficial, la ayuda de la comunidad y hacendados de la zona.
Así se concretó el viejo anhelo de tener casa propia con luz eléctrica, aguas corriente y con el avance de la tecnología poco a poco se fue equipando con computadoras, telefax, teléfono, televisión y un mobiliario apropiado.
Respecto al desempeño de sus empleados, todos con estudios secundarios y capacitación específica, la comunidad los evalúa como  muy bueno.

## JUZGADO DE PAZ
El Juzgado de Paz de Garabato  funciono muchos años en una pieza de madera cedida por el señor Antonio Elías, luego en la casilla que desocupo la Comuna en la esquina sudoeste de la plaza general San Martin, y actualmente la oficina de esta institución funciona en una dependencia adyacente  a  la comuna de Garabato, en la calle San Martin.
Cumplieron las funciones de juez de paz los siguientes señores: Luis Romero Ponce, Juan Carlos Storti,Joaquin Cazorla y Celso Ramón Oehrli,hasta el día 30 de noviembre del año 2011,fecha en la que se acogió en la Jubilación Ordinaria.
Actualmente el cargo se denomina: “Juez Comunitario de Pequeñas Causas”, y hoy se encuentra “Vacante” y lo suple el “Juez Comunitario”, de Toba, Dra. Mariela Sagger, quien presta sus servicios los días jueves de cada semana.
El cargo de Secretario y Juzgado es desempeñado por el señor Luis Alberto Muñoz.
En el cargo de “Segundo Jefe del Registro Civil” trabaja, también, Luis A. Muñoz, quien se desempeña en Garabato desde el 16/05/06.
Otras actividades que se cumplen en esta institución:
*desde el 14 de marzo de 2013, se extiende el D.N.I  Carnet.
*Nacimientos: 4  (promedio anual).
*Casamiento: 10  (promedio anual).
*Defunciones: 10 (promedio anual).
Además, en este Juzgado se entregan Partidas de Nacimiento de todo los habitantes de la Provincia de Santa Fe, desde el año 1970.

## CAPILLA "NUESTRA SEÑORA DE ITATI"
Desde años se hacían celebraciones religiosas en casa de familias, primero, y en la escuela Nº 447, después.
Legendarios pobladores cuentan que la primera imagen de la Virgen  de Itati que llegó a este humilde pueblito, de Garabato, fue introducida por la señora Albina Parera, cariñosamente llamada “Abuelita Pastora”.
Esta señora era la abuela de don Miguel Zicavo expresidente de comuna y se dedicaba a cuidar ovejas junto a su perro: “Adelante”. En su casa se rezaba , previo al 8 de diciembre de cada año , la novena ante dicha imagen y que años después se repetía este rito religioso en un aula de la escuela local , dirigida por la señora Juana Palacios , tarea que luego la ejercieron Raquel Arriola y Ricardo Rodríguez , que además eran catequistas y desde 1.968, año en que se levantó la primera capilla la organización y conducción de la novena la llevaron adelante las personas más allegadas y colaboradoras de la capilla, modalidad que hasta hoy perdura .
Por eso la santísima virgen de Itati es la” patrona del pueblo de Garabato” y en relación a la historia previamente narrada , se celebra cada 8 de diciembre , coincidiendo, además con el día de la Inmaculada Concepción .
El primer sacerdote que oficio misas periódicamente fue el padre José Houriet y los sacerdotes Ernesto Massin y Antonio pergolesi quienes provenían de la parroquia san Juan Bautista de Vera.
Años más tarde fue  creada la Parroquia de Intiyaco “Nuestra Señora De Guadalupe” a la cual formamos parte el primer cura párroco fue Mario Grecca después Juan Carlos Maestrello, Rogelio Bosch, José María Pighin, Ariel Brolo, Thomas Espangelo y actualmente Miguel Ángel Zorzón.
El primer obispo que visito pastoralmente Garabato fue Monseñor Fazolino que viajaba desde Santa Fe y confirmaba a niños desde los 8 años y a personas mayores de todas las edades.
Luego, cuando en 1.957 se creó la diócesis de Reconquista por el papa Pio XII venía a dar el sacramento de la confirmación el primer obispo que tuvo esta Diócesis el Monseñor Juan José Iriarte. Sucedieron a este Monseñor Juan  Rubén Martínez, Monseñor Fabriciano  Sigampa, Monseñor Ramón Alfredo Duz y el  actual Monseñor Ángel José Massin.
En mayo de 2010 la comisión del centenario de la patria organizo un concurso para diseñar la bandera que identificaría a la localidad de Garabato .concurso que gano esta institución; dicho trabajo fue realizado por las siguientes señoras, integrantes del grupo capilla: Carmen Quintana, Nydia Oehrli de Viganotti María Z. De Oehrli y Etelvina Borda.
El 25 de septiembre del mismo año  la capilla recibió la donación de una campana, más grande que la anterior de parte de la familia de Oscar Matkobozki y de su señora madre Delfina Ramírez(fallecidos).
Actualmente existen subgrupos que colaboran en la parte religiosa. Ellos son:
Liturgia: lo desempeña la señora María Z. De Oehrli.
Catequesis Bautismal: señora Etelvina Borda de Ruiz Díaz.
Catequesis de Confirmación de adultos: señora Marcela Rubianes de Bazán y María Luisa Vergara de Vicentin.
También desde hace muchos años  se practican otros cultos evangélicos que también tienen sus templos, pero el número de adherentes a esa religión es muy inferior a la de su similar católica.
1º Año de catequesis: Belinda Aguilar, Norma Chaves Y Margarita Silva.
2º Año de catequesis: Belinda Aguilar.
Catequesis de Confirmación: Carla Cardozo (año 2018)

## BIBLIOTECA POPULAR "JOSÉ PEDRONI"
Desde siempre se contó en la Escuela Nº 447 de Garabato, con una pequeña biblioteca áulica, consistentes en escasos libros de lectura, revistas, diarios, etc., donados por maestros padres y alumnos.
Viendo la importancia de este soporte pedagógico se fue acrecentando la iniciativa de  crear una biblioteca más completa y funcional que inmediatamente conto con el esmerado y eficaz apoyo del supervisor Rodolfo saldaño.
Se necesitaban 1.500 tomos, que rápidamente se consiguieron: la comuna local, presidida por el señor Atilio Latorre dono los libros que poseía su ente oficial.
-El Supervisor  Saldaño consiguió la donación de 350 libros, en una Iglesia de Santa Fe, los que fueron trasladados desde esta ciudad, hasta Garabato por el matrimonio Oerhli-Viganotti felizmente se llega a la creación oficial el 24 de Noviembre  de 1982, funcionando, primero en la parte alta del Complejo Polideportivo, cedido por el  presidente de comuna en ese momento el señor Latorre. El director era el señor Oscar Trevisan.
Inicialmente y por más de un año esta biblioteca fue atendida por la docente de la escuela Nº 447 Sra. Lidia Esquivel de Oehrli, quien los hacía en turno opuesto y Ad-honoren.
El 12 de mayo de 1984, se creó el cargo de Maestro de grado con funciones de Bibliotecario, dependiente de la Escuela Nº 447 de Garabato y lo ocupo el Sr. Daniel Bittel.
Años después, El Ministerio de Educación cambio la denominación del cargo de Maestro de grado  por: “Cargo de Bibliotecario”.
A esta biblioteca se la denomino, con justo reconocimiento “Biblioteca Popular José  pedroni”.
El 31 de Mayo  de 1996, se trasladó la Biblioteca a su local propio, de construcción moderna y confortable, a la calle que hoy se llama Fancisco Anello. Esta institución cultural está adherida CO.NA.BIP , Comisión Nacional de Bibliotecas Populares y cuenta con miles de volúmenes , videoteca, enciclopedias digitales, 6 computadoras, 4 impresoras , fotocopiadoras, conexión con Internet , telefax y correo electrónico, también cuenta con libros de idioma inglés y el sistema permite llevar hasta 6 libros por vez y el tiempo no es estricto.
En el año 2007 festejo los 25 años de existencia con un programa interesante y acorde a sus fines, donde se evaluaron sus servicios, con positivos resultados durante este primer cuarto de siglo.
Además, tiene conformada su Comisión Directiva de la “Biblioteca Popular”,  renovable anualmente y posee más de 180 asociados aproximadamente.
El material está clasificado de manera tal que puede ser utilizado por los asociados como por los lectores de la localidad y de las localidades vecinas, que hacen uso de los préstamos en sala y a domicilio, de libros y videos.
Anualmente festeja “El Día del Libro” y organiza la fiesta de ·teatro y de títeres “con la participación de escuelas vecinas y las locales.
Su control sigue a cargo del señor Daniel Bittel  que conjuntamente, con la Comisión Directiva brindan una destacada atención, siempre en busca del enriquecimiento cultural, para el cual se brindan.

## DESCRIPCIÓN DE LAS PARTES DE LA BANDERA.
La Bandera de la Comuna De Garabato, Surge de una iniciativa de la comisión PRO-Festejos del bicentenario de la Patria en el año 2010.
La bandera tiene dos paños de forma triangulares uno de color verde y otro de color amarillo.
En el centro se encastra un circulo blanco y dentro de este se observa un hacha el paño verde representa la variada vegetación que rodea nuestro pueblo y todo el norte santafesino. Además es color esperanza.
El color amarillo  representa inteligencia, juventud, belleza y creatividad. Además se lo asocia con la felicidad la alegría y el optimismo.
El hacha representa la herramienta más usada que utilizaban nuestros primitivos habitantes para trabajar en el desmonte y desmalezamiento para abrir las picadas y trabajar la madera. (Cabos de herramientas, leña, postes…). 

## VIDA Y COSTUMBRES.
Viviendas
Muy primitivas:
- chozas de adobe, palos y pajas.
-ranchos de adobe y techos de paja o de cinc.
-más adelante se intercalan casas de madera con techos de cinc o de palmas.
Generalmente eran de una habitación y una galería que utilizaban para hacer el fogón: cocinar y poner la mesa.
Todas carecían de baño los que eran reemplazados por precaria letrinas. Cocinaban en ollas de hierro de tres patas que se colocaban en un fogón, en una parrilla o en un bracero, hasta que llegó la cocina económica de combustión a leña. Más tarde apareció la cocina a kerosene.
El agua que bebían la sacaban de los bañados, charcos, pozos, bombas y/o de los aljibes.
Las comidas más cotidianas eran: puchero, churrasco a la parrilla o asado a la estaca ;(de los animales que casaban: tatú, avestruz, nutria, guasuncho, venado, carpincho, etc.).
Consumían abundante papa, batata, choclo, leche, etc. El choclo lo comían asado a las brasas.
Hacían la cabeza de vaca asada en el horno de barro o guateada.
Les gustaba comer también el guiso de chasqui, chorizo y salamín.
Hacían el pan casero en el horno a leña.
Utilizaban mucho la leche ya que nunca faltaban las lecheras en el corral. De ahí que preparaban los siguientes postres: leche con harina, arroz con leche, tomaban mate de agua y de leche, mazamorra, tortas y pan dulce, con el mate comían torta frita o torta guasca untada con miel de abejas.
Se curaban con hierbas caceras de las que preparaban te de burrito, de yerba lucera, de menta, yerba del sapo, manzanilla, yerba buena, etc.
De acuerdo a la estación del año comían frutas silvestres: tuna, algarroba, talita, ñanga pirí, mora silvestre, de las que también habían dulce.
En cuanto a la vestimenta podemos decir que las mujeres usaban vestidos largos, blusas con muchos vuelos, pañuelos en la cabeza y el infaltable delantal atado en la cintura. En tanto el hombre usaba bombacha, camisa, alpargata o botas de potros, sombrero aludo, pañuelo al cuello, faja en la cintura y una cuchilla sostenida por esta.
El caballo y la mula era el medio de movilidad más usual. El compañero  era su perro y  fiel guardián de la casa. 
Se iluminaban con candiles, velas, faroles a kerosene y a gas después.
Sus diversiones eran las carreras de caballos, doma de potros, carreras  de caballos con cueros
Transportando personas, riña de gallos, jugada de taba, pulperías, guitarreadas a la luz de la luna; también jugaban al futbol con pelotas improvisadas: hechas de medias rellenas  con pastos o de la vejiga del chancho en oportunidades de las carneadas de estos animales.
Saltaban con sogas  fabricadas con las guías de algunas plantas del  lugar como por ejemplo del “diego de noche”, “tase”, “planta de esponja”, como también con tientos de cueros trenzados.

## GARABATO Y SUS LÍMITES.
El  pueblo de Garabato limita:
Al Norte: con el campo del señor Luis Muñoz.
Al Este y al Sur: con el campo de Rosa Fanny Rabinovich de Latorre.
Al Oeste: con el campo de Sr. Antonio Sopere y el  campo del Sr. Iván Peretti.
Distritos.
A la comuna de Garabato le corresponden los siguientes 

## DISTRITOS
*Paraje “KM. 320”.
*Paraje” KM. 302”.
*Paraje “KM. 115”.
*Paraje “KM. 315”.
*”Pozo de los Indios”
*Paraje “KM. 109”.
*Paraje”KM 119”.

## CLIMA
En nuestro territorio provincial pueden diferenciarse dos partes morfológicamente diferentes: una llanura chaqueña baja en el norte y la relativamente elevada llanura pampeana al sur, actuando como eje de asimetría el valle del rio Salado.
La combinación de elementos climáticos, tales como la temperatura y las precipitaciones determinan básicamente 3 tipos de climas.
En el límite Norte, la temperatura promedio anual es de 21 °C descendiendo hasta los 17 °C en el Sur (34º 21’5).
Las precipitaciones oscilan desde aproximadamente 1.100 mm. anuales.
Al Norte de la isohieta de 20 °C aparecen los climas subtropicales, sub divididos en 2 áreas:
1) Al Este de la isoterma de 1.000 mm, el clima subtropical sin estación seca, se caracteriza por abundantes lluvias con variación térmica anual moderada, veranos cálidos e inviernos benignos, altos valores de humedad y escasos días con  heladas.
2) Hacia el Oeste de la misma isoterma, las precipitaciones disminuyen gradualmente de Este a Oeste, el clima Subtropical con estación seca, inviernos más rigurosos y mayor frecuencia de heladas.

## FLORA Y FAUNA.
La flora está compuesta por quebracho colorado, quebracho blamco,guaranina,guayabo,algarrobo(blanco y negro) , ñandubay,vinal,garabato,guayacan,tala,lapacho,ñangapiri , guayaibi , timbo, mistol,chañar,itin,tusca,sombra de toro,espinillo,espina-corona, ombú, etc.
Además, y formando otros estratos, son frecuentes las cactáceas (cardones) y bromeliáceas (caraguatá).
Los palmares  tienen especies como yatay, pindo (=dátil), caranday (=palma blanca).
Entre la fauna podemos encontrar ejemplares como:
Aguara-guazú, monos(carayá y caí) , venado de las pampas, siervo de los pantanos, guazunchos (=corzuela), pecaríes , tapir, oso melero , oso hormiguero, armadillos , coati, hurón, puma, zorros, gato montés , yaguarondi , charatas,loros,yacaré,boas y culebras.

#### VEGETACIÓN.
La vegetación de un determinado lugar del paisaje está dada por combinaciones de especies de la flora local formando así comunidades vegetales.
Según su estructura espacial o apariencia, estas  comunidades se clasifican en:
Bosques: si el estado arbóreo es continúo.
Sabanas: cuando se presenta la influencia de estratos arbóreos continuo y discontinuo.
Pastizales: conformados  por el estado herbáceo.
Las especies son un conjunto de organismos genéticamente similares, capaces de reproducirse entre sí y dejar decencia fértil.
Las poblaciones que conforman las distintas especies vegetales junto a las poblaciones que conforman las distintas especies vegetales junto a las poblaciones de las distintas especies de animales, hongos y microorganismos, son elementos que componen una comunidad.
El Chaco Santafesino.
-Cuña boscosa: es la porción más austral del Chaco Oriental se ubica entre el valle del rio Paraná y los bajos submeridionales, los que están separadas por las lagunas encadenadas que forman el sistema del arroyo Golondrinas.
Ocupa la mayor parte del Departamento Gral. Obligado, la mitad Oriental del Dpto. Vera y pequeñas porciones de los Dpto. San Cristóbal, San Justo y San Javier. El límite Sur llega aproximadamente hasta Gobernador Crespo y hacia el Norte se extiende hasta Brasil en La Provincia de Chaco.

## RELIEVE.
El relieve es homogéneo, llano y forma parte de grandes llanuras o macro cuencas. Variaciones topográficas menores, producen situaciones diferenciales que, a su vez, condicionan el escurrimiento del agua,  la tipología de los suelos y la presencia o ausencia de especies bióticas
Silvestres. Así, la distribución de vegetación y fauna adquieren en la región un carácter gradual que acompaña las variaciones climáticas. De este modo, en el norte se destaca la formación del bosque chaqueño y en el sur la pradera pampeana, las formas vegetales se interpenetran, constituyendo una amplia faja de transición.
En el Este, el rio Paraná imprime un paisaje particular a lo largo de todo su recorrido por el territorio santafesino.
Así en la Provincia de Santa Fe podemos reconocer las siguientes unidades ambientales naturales:
1)  Bosques y esteros del Chaco Húmedo (Bosques y Sabanas Subtropicales).
Esta unidad incluye a la” cuña boscosa “y a los “bajos submeridionales”. Los excedentes hídricos superficiales de los años lluviosos generan periódicamente cobertura vegetal con la presencia de años de sequía, ocasiona frecuentes incendios. En  consecuencia, el bioma se encuentra en equilibrio con estos dos factores ambientales: el fuego y las inundaciones.
Los suelos son acumulaciones sedimentarias fluviales lacustres con drenaje insuficientes: llanuras y pantanos. 

## LOS BAJOS SUBMERIDIONALES
Esta extensa zona deprimida se localiza en la mitad occidental del Departamento Vera y más de la mitad oriental del departamento 9 de julio.
Recibe agua de estero de Chaco y Santiago de Estero. Los suelos son arcillosos, salinos de escurrimiento difícil por lo cual el agua drena lentamente hacia el arroyo Golondrina al Este y al rio Salado al Sur.
Las vegetaciones dominantes son los pastizales altos o pajonales y se caracterizan por la ausencia de árboles. En la región es posible reconocer varias comunidades tales como:
* Espartilla.
*Aibales.
*Comunidades Higrófilas.
*Comunidades Halófilas.
*Comunidades leñosas.
El Dorso Occidental Húmedo: Ocupa una estrecha faja al Oeste del Dpto. 9 de Julio, no supera los 60 km de ancho, y se prolonga hacia el Oeste en Santiago del Estero y hacia el Norte en la Provincia del Chaco. La vegetación dominante son los  bosques, se distinguen 3 tipos de bosques de acuerdo a la posición geográfica.
Al Norte, los quebrachales de tres quebrachos, al Sur los quebrachales de quebrachos blanco y al Este los bosques de leguminosas espinosas.
-El Espinal: en toda la región central de la provincia, se observa bosques y sabanas de árboles y arbustos espinosos. En general, estos bosques pueden ser considerados como bosques chaqueños empobrecidos por la falta de quebrachos colorados.
-Distrito Santafidense: hacia el Norte se conforman con las sabanas chaqueñas, entre los domos oriental y occidental del Chaco. Limita al Sur con la Provincia Pampeana pudiendo considerarse un eco tono  (zona de transición entre comunidades adyacentes).entre la Pampa y el Espiral Periestepico (área con predominio de leguminosa espinosas) las especies leñosas más frecuentes son el espinillo, el algarrobo negro, acompañado por quebracho blanco, chañar y cinacina. Hay sabanas de alta cobertura de aibe y Paja boba.
Hacia el Sur las gramíneas más frecuentes son las flechillas acompañadas de cola de zorro y pasto miel, entre otras.
-Distrito central: tienen un estrato continuo con muy pocos claros en el conopeo.
El estrato arbóreo esta dominado por especies de drosopis y tala acompañados por espinillos, chañar, molle, coronillo, sombra de toro y sauco. En el sotobosque se observa un estrato herbáceo de baja densidad.
-Las pampas santafecinas: esta unidad excede la provincia de Santa Fe, penetra en sudeste de Córdoba y abarca la mayor parte de la Provincia de Buenos Aires.
La llamamos santafecina solo para hacer referencia al territorio dentro de los límites provinciales. De acuerdo a su topografía puede dividirse en dos áreas: la Pampa y la Pampa de las Lagunas.
Vegetaciones de las comunidades más importantes. 
*Flechillares: constituían la vegetación más importante de esta zona, estas varían en su composición florística, según el suelo donde se desarrollan: altos, bajos, más húmedos o algo salino. Lamentablemente han sido destruidas en su totalidad por actividad agrícola.
*Comunidad halófila: en los valles de los arroyos donde aparecen suelos halo mórficos, se establecen las comunidades halófilas (con afinidad a las sales); como: los espartillares las praderas saladas, vegas y los peladares.
*Comunidades higrófilas: en áreas muy deprimida suele formarse charcos y lagunas, en el centro de las, más grandes o rodeado el espejo libre de agua, se forman los juncales en más pequeñas, vega. Estas se caracterizan según los distintos ambientes, desde la parte profunda de la laguna pasando por un pantano o suelo húmedo.
*Pajonales: existen dos comunidades similares: los pajonales de paspalum quedrifarium y los de mélica macra. Las primeras aparecen sobre los suelos halohidromorficos relativamente secos o se inundan durante periodos largos. La comunidad de mélica macra se instala en distintos tipos de suelos. Resisten a las quemas y no es comida por el ganado, porque sus hojas son duras y los bordes filosos.
*Comunidades Arbóreas y Arbustiva: es posible que estos bosques aislados, en un pasado no muy lejano hayan estado cubierto por áreas mayores a lo largo de las barrancas del Paraná. Hoy, han sido totalmente destruidos por la urbanización y la agricultura. Si estuvieran conservados deberíamos encontrar: tala, algarrobo, espinillo, molle, chañar, quebracho blanco, ombú y sombra de toro.

## REFERENCIAS BIBLIOGRAFICAS:
*Internet.
*Libro: “Antaño y Hogaño”, de Darío O. Sager.
*Biblioteca Popular “José Pedroni”.
*Entrevistas: Nydia O. de Viganotti, Belkys Villalba (Presidente Comuna Garabato) , Hernán Velázquez(Profesor de Geografía), Luis A. Muñoz(Secretario Juzgado Comunitario de Pequeñas Causas-Garabato).
*Periódico: “Vera en la noticia”.
*Revista”Mainumbi”.
Autor: Viganotti Mateo & Nydia Oehrli.
Año: 2018.  

## Santa Patrona
- Nuestra Señora de Itatí, festividad: 9 de julio

## Localidades y parajes
- Garabato: 989 habitantes (Indec, 2001)
- Las Chuñas
- Ramal al Rey